# شیمودا، آئوموری
شیمودا، آئوموری (به لاتین: Shimoda) یک منطقهٔ مسکونی در ژاپن است که در ناحیه توهوکو واقع شده‌است. شیمودا ۱۴٬۲۸۲ نفر جمعیت دارد.